# 格盧博基薩本河
格盧博基薩本河（俄语：Глубокий Сабун），是俄羅斯的河流，位於該國中部漢特-曼西自治區，該河流屬於薩本河的支流，河道全長200公里，流域面積3,320平方公里。